# 广西汽车集团
广西汽车集团，前身柳州五菱汽车有限责任公司（简称五菱集团），是一家总部位於广西柳州的中国国有独资企业，1996年成立。主营产品包括微型面包车、专用车、汽车零部件与发动机等。

## 歷史

### 農用機械廠
五菱集团前身为1958年建立的柳州动力机械厂，之后逐步发展并更名为柳州拖拉机厂、柳州微型汽车厂、五菱汽车有限公司和五菱汽车企业集团公司。产品原先主要为船用柴油机和拖拉机，1982年后正式转产微型面包车。1996年五菱汽车企业集团公司通过兼并柳州机械厂，成立柳州五菱汽车有限责任公司。

### 與造車與證券業合作
2002年，与上汽集团和美国通用公司合作，成立上汽通用五菱汽车股份有限公司；2007年与香港俊山五菱集团有限公司合资，成立五菱汽车集团控股有限公司（港交所：0305）。

### 改革為汽车集团
2015年5月8日，柳州五菱汽车有限责任公司（“五菱集团”）更名为广西汽车集团有限公司（“广西汽车集团”）。

## 车系
- LZW1010/6320-6360/6430
- LZW6370

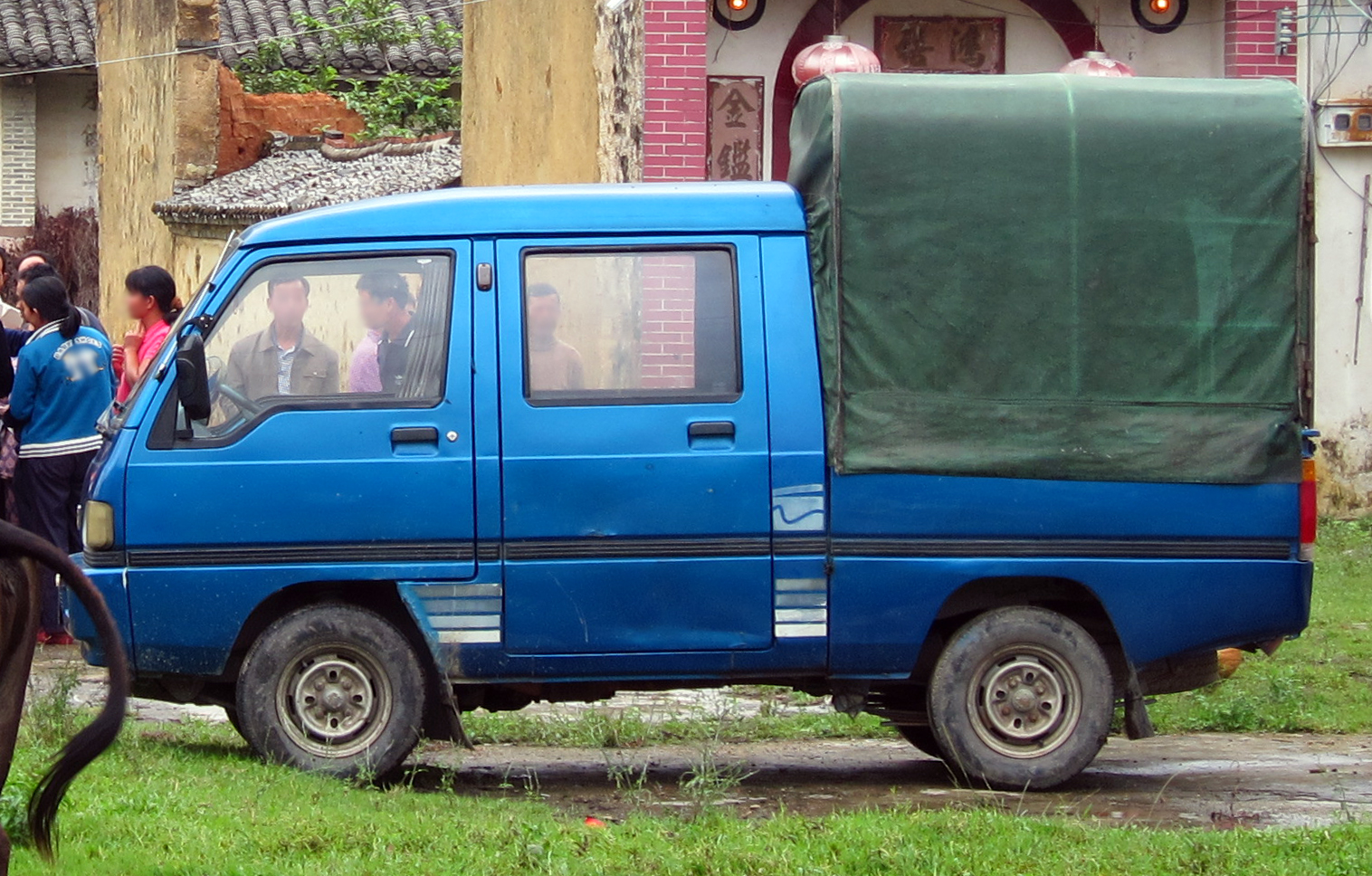
LZW1010双排货车，衍生自第四代三菱Minicab
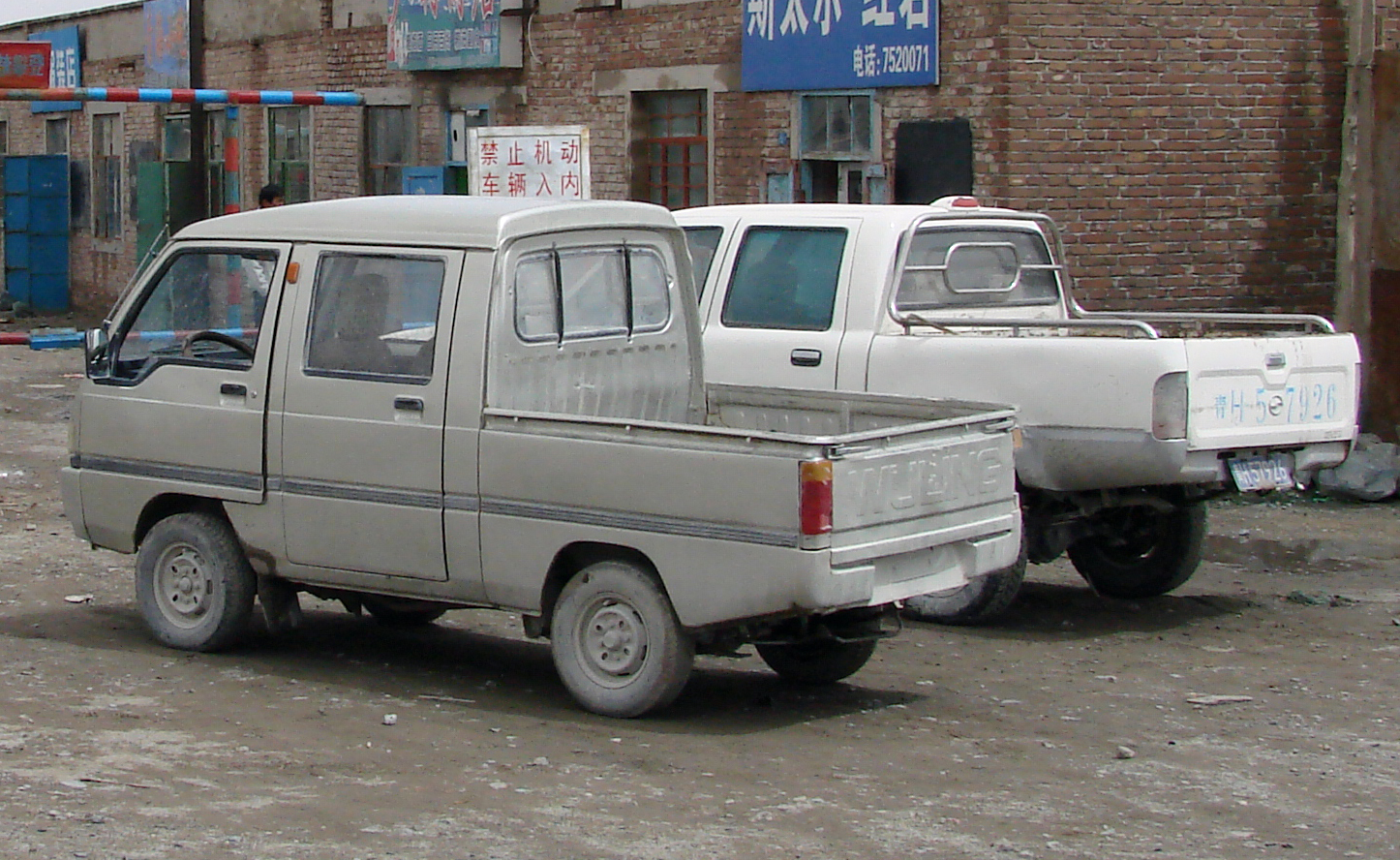
LZW1010
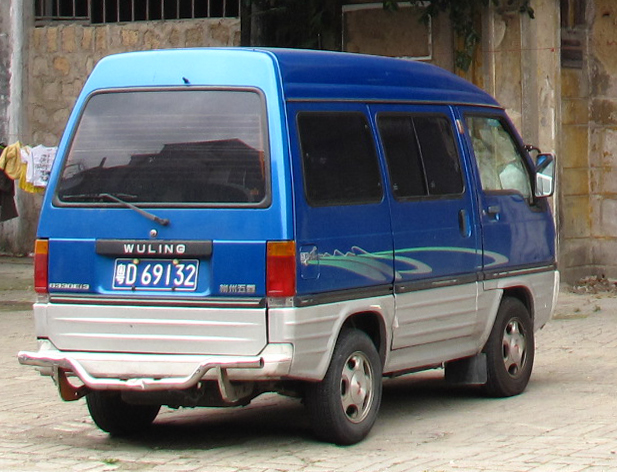
LZW6330微型客车
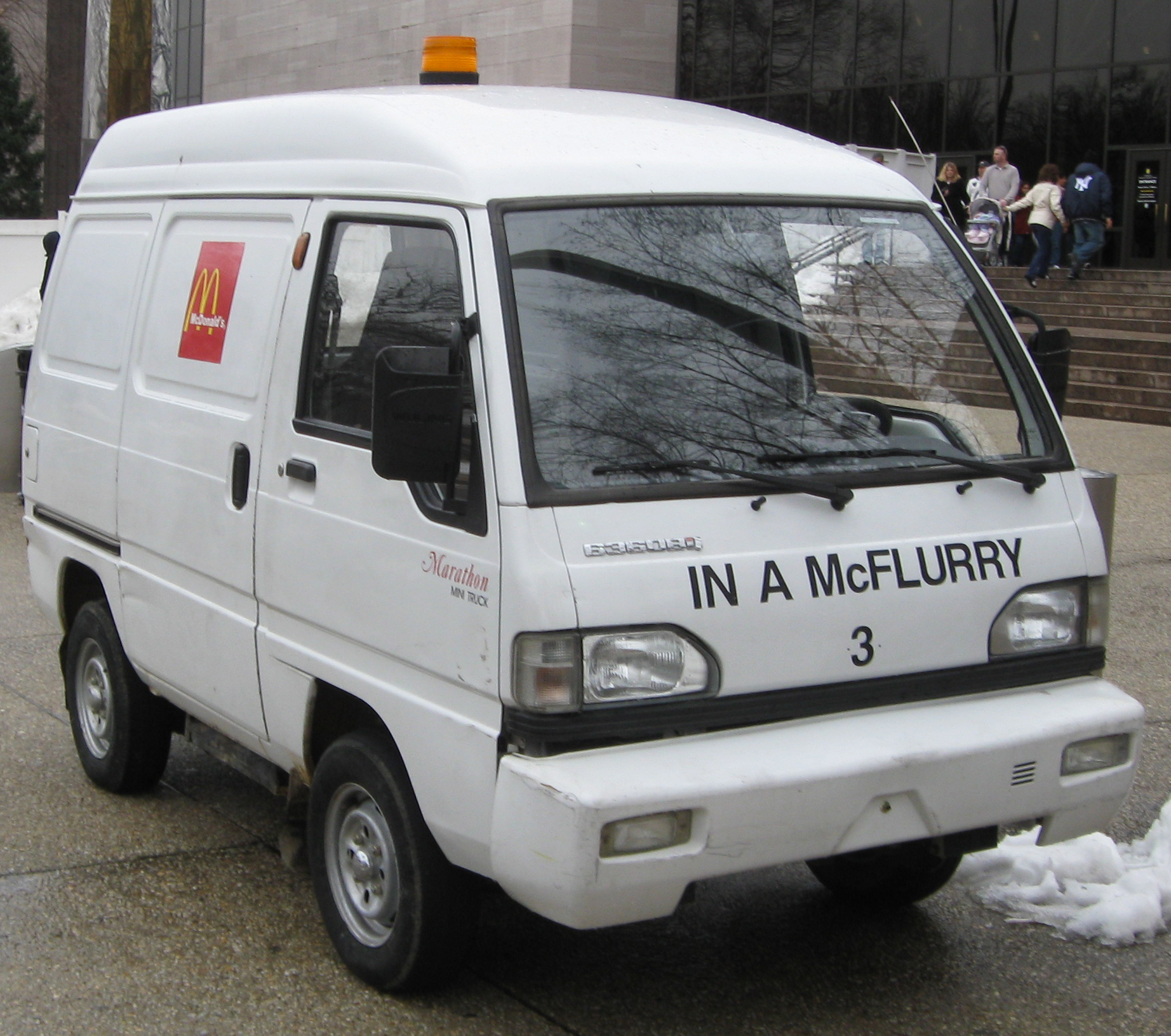
用作微型货车的LZW6360

## 外部連結
- 柳州五菱汽車有限责任公司